# Xã Dahlen, Quận Nelson, Bắc Dakota
Xã Dahlen (tiếng Anh: Dahlen Township) là một xã thuộc quận Nelson, tiểu bang Bắc Dakota, Hoa Kỳ. Năm 2010, dân số của xã này là 68 người.